# 三国谷三四郎

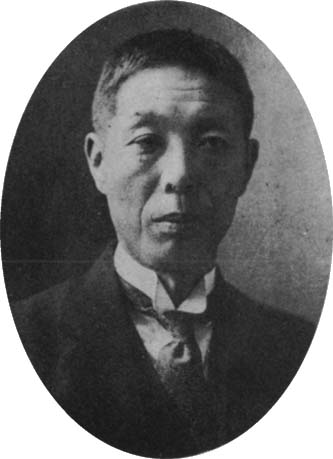
三国谷三四郎

三国谷 三四郎（みくにや さんしろう、1879年（明治12年）4月8日 - 1947年（昭和22年）12月24日）は、日本の教育者。

## 経歴
青森県出身。青森県師範学校を経て、東京高等師範学校本科地歴部を卒業。静岡県師範学校教諭、韓国官立漢城師範学校教授、京城高等普通学校教諭、平壌高等普通学校教諭、朝鮮総督府編修官などを務めた。帰国後、京都帝国大学文学部哲学科に入り、1923年（大正12年）に卒業した。その後、奈良県師範学校校長、地方視学官・兵庫県学務課長を歴任し、1932年（昭和7年）に京都府師範学校校長に就任した。1938年（昭和13年）に東京府青山師範学校校長に転じ、1943年（昭和18年）に退官した。その後は京都府立女子専門学校校長を務めた。

## 著書
- 『師魂を磨く』（清水書房、1944年）